# Peter Leo Gerety
Peter Leo Gerety (ur. 19 lipca 1912 w Shelton, Connecticut, zm. 20 września 2016 w Passaic, New Jersey) – amerykański duchowny katolicki, arcybiskup Newark (1974–1986).

## Życiorys
Urodził się w wielodzietnej, katolickiej rodzinie, jako najstarszy z dziewięciu synów Petera Leo i Charlotte Ursuli z domu Daly. W 1929 ukończył szkołę średnią Shelton High School; w czasie nauki szkolnej był aktywnym sportowcem, kapitanem reprezentacji futbolowej. Przez pewien czas pracował w administracji rządowej i stanowej, by w 1932 wstąpić do seminarium św. Tomasza w Bloomfield (Connecticut). W 1934 został wysłany na dalsze studia do seminarium św. Sulpicjusza w Paryżu. Święcenia kapłańskie przyjął w paryskiej katedrze Notre-Dame 29 czerwca 1939.
Pracował jako duszpasterz w diecezji Hartford, m.in. w środowisku Afroamerykanów w New Haven. W marcu 1966 został mianowany koadiutorem biskupa Portland Daniela Feeneya, z prawem następstwa i stolicą tytularną Crepedula. Sakry biskupiej udzielił mu 1 czerwca 1966 w katedrze św. Józefa w Hartford tamtejszy arcybiskup Henry Joseph O’Brien. Ze względu na zły stan zdrowia biskupa Feeneya Gerety od lutego 1967 pełnił funkcję administratora apostolskiego Portland. Wraz ze śmiercią Feeneya we wrześniu 1969 został nowym zwierzchnikiem diecezji. 2 kwietnia 1974 papież Paweł VI przeniósł Gerety'ego na stolicę arcybiskupią Newark, gdzie odbył on ingres 28 czerwca tegoż roku, zostając następcą Thomasa Bolanda.
Cieszący się opinią biskupa-reformatora i obrońcy praw mniejszości Gerety przeprowadził w archidiecezji Newark reformę administracyjną, tworząc nowe parafie i zwiększając rolę rad parafialnych i dekanalnych, doprowadził również do zmniejszenia zadłużenia archidiecezji. We wrześniu 1977 zorganizował „dzień dialogu” z udziałem przedstawicieli duchownych, zakonników i świeckich, na którym opracowano raport z aktualnego stanu archidiecezji. We wrześniu 1975 Gerety przewodniczył pielgrzymce z Newark do Rzymu i koncelebrował mszę kanonizacyjną Elżbiety Seton.
W czerwcu 1986 złożył rezygnację z dalszego pełnienia funkcji zwierzchnika archidiecezji Newark. Papież Jan Paweł II wyznaczył na jego następcę Theodore McCarricka, późniejszego arcybiskupa Waszyngtonu i kardynała.
Peter Leo Gerety jest autorem prac z historii Kościoła katolickiego, szczególnie w USA. W Seton Hall University w South Orange (New Jersey) powołał fundację historii Kościoła, która opłaca m.in. doroczne wykłady poświęcone tej tematyce, nagrody i publikacje książkowe.
W 2009 obchodził jubileusz siedemdziesięciolecia święceń kapłańskich. Od śmierci Mariona Forsta, emerytowanego biskupa pomocniczego Kansas City (w czerwcu 2007), był najstarszym żyjącym hierarchą Kościoła katolickiego w USA oraz od 1 stycznia 2015 również na świecie.